# Cape Agulhas
Cape Agulhas – gmina w Republice Południowej Afryki, w Prowincji Przylądkowej Zachodniej, w dystrykcie Overberg. Siedzibą administracyjną gminy jest Bredasdorp. Na terenie gminy znajduje się najbardziej wysunięty na południe fragment kontynentu afrykańskiego - Przylądek Igielny, będący umowną granicą dwóch oceanów.